# Los poetas han muerto
Los poetas han muerto es el cuarto disco de estudio de Avalanch y primero con Ramón Lage como vocalista. Fue publicado en 2003.
El disco cuenta con las colaboraciones vocales de Andre Matos (cantante brasileño reconocido por su trabajo en bandas como Angra y Shaaman) en "Del Cielo a la Tierra" y "Madre Tierra", la voz de Santi Fano (vocalista de la formación asturiana Angeldark) como "el mal" en "Niño" y el cantante marroquí Jbara en "Madre Tierra".
Las voces de Los poetas han muerto serían, posteriormente, regrabadas en inglés y el mismo disco se editaría bajo el nombre de Mother Earth en 2005, con las baterías, también, regrabadas.
En este álbum, la banda cambia de estilo ligeramente, acercándose más al metal progresivo, combinando heavy metal y con ciertas melodías más accesibles, pero sin dejar de perder su esencia. Esto causó polémica y división entre sus fanes, quienes estaban acostumbrados al estilo power metal de sus tres primeros álbumes; sin embargo, también les permitió capturar a una nueva cantidad de oyentes, quienes empezaron a mostrar interés por la banda. Hoy en día, Los poetas han muerto es considerado un álbum de culto.[cita requerida]

## Canciones
- 1. Lucero (5:00)
- 2. Cien veces (6:48)
- 3. Niño (7:55)
- 4. Jamás (4:43)
- 5. Alborada (3:04)
- 6. El viejo torreón (5:27)
- 7. Del cielo a la tierra (6:13)
- 8. Los poetas han muerto (6:33)
- 9. Madre tierra (8:06)
- 10. Ecos de vida (5:26)

Música y letra de todas las canciones: Alberto RIonda

## Personal
- Alberto Rionda: guitarras eléctricas, acústicas y teclados. Arreglos para cuarteto de cuerda en "Alborada"
- Ramón Lage: Voz y coros
- Marco Álvarez: Baterías y percusiones[1]
- Francisco Fidalgo: Bajo
- Roberto Junquera: Flautas en "Ecos de Vida"
- Fano (the Dark): voz en "Niño" y coros
- Jbara: Canto árabe en "Madre Tierra", lotare, taarija, carcaba y coros
- Andre Matos: voz en "Del Cielo a la Tierra" y "Madre Tierra"
- Igor Medio: Buzukis en "Lucero", "Ecos de Vida" y "Alborada"
- Jacobo de MIguel: piano en "Alborada"
- Diego González: acordeón en "Alborada"
- José Ramón Ceñera Gutiérrez, Ignacio Rodríguez Guerra, José Antonio Longo Iglesias: cuarteto de cuerda en "Alborada"

## Formación en directo
- Ramón Lage: Voz
- Daniel León: Guitarra
- Marco Álvarez: Batería
- Alberto Rionda: Guitarra
- Francisco Fidalgo: Bajo
- Roberto Junquera: Teclados